# Román González (bokser)
Román Alberto González Luna (Managua, 17 juni 1987) is een Nicaraguaans bokser. Hij vecht in de supervlieggewichtklasse. Hij is de huidige WBC-supervlieggewichtkampioen en voormalig titelhouder in het vlieggewicht, lichtvlieggewicht- en minimumgewicht. Hij wordt gezien als een van de beste en meeste populaire sporters in Nicaragua.

## Begin carrière
Román González had een korte succesvolle amateurcarrière en werd beroeps op zijn achttiende. Op 1 juli 2005 maakte hij zijn profdebuut tegen Ramon Urbina uit Nicaragua. Hij won op knock-out in de tweede ronde. Zijn eerste zestien partijen werden allen voortijdig beslist. 

## Wereldtitels
Op 15 september 2008 wint Roman Gonzalez zijn eerste wereldtitel. Hij wint de WBA-minimumgewichttitel. Hij verslaat de Japanner Yutaka Niida op technische knock-out in de vierde ronde. Hij verdedigde deze titel driemaal met succes en maakte de overstap naar de lichtvlieggewichtklasse. Op 24 oktober 2010 wint Roman Gonzalez de WBA-lichtvlieggewichttitel door de Mexicaan Francisco Rosas op punten te verslaan. Ook in deze klasse blijft hij ongeslagen en hij stapt over naar vlieggewicht. Op 5 september 2014 won Gonzalez de WBC-vlieggewichttitel door de Japanner Akira Yaegashi in de negende ronde te verslaan op technische knock-out. Deze titel heeft hij viermaal met succes verdedigd. Op 10 september wint hij de WBC supervlieggewichttitel op punten van de Mexicaan Carlos Cuadras. Hij heeft hiermee wereldtitels behaald in 4 verschillende gewichtsklassen.
Op 18 maart 2017 verliest Gonzalez zijn eerste partij als prof. Hij verliest op punten van de Thai Wisaksil Wangek.